# Distretto di Mkalama
Il distretto di Mkalama è un distretto della Tanzania situato nella regione di Singida. È suddiviso in 14 circoscrizioni (wards) e conta una popolazione di 188 733 abitanti (censimento 2012).
Lista delle circoscrizioni:
- Gumanga
- Ibaga
- Iguguno
- Ilunda
- Kikhonda
- Kinyangiri
- Matongo
- Miganga
- Mpambala
- Msingi
- Mwanga
- Mwangeza
- Nduguti
- Nkinto